# Misty’s Big Adventure
Misty’s Big Adventure ist eine neunköpfige britische Band aus Birmingham, England. Sie spielen einen eklektischen Mix aus Jazz, Lounge, Psychedelic, Ska, Pop und Punk.

## Besetzung
- Grandmaster Gareth (Gesang)
- Hannah Baines (Trompete)
- Lucy Baines (Saxophon)
- Lucy Bassett (Keyboards)
- Matt Jones (Bass)
- Sam Minnear (Schlagzeug, Percussion)
- John Nachtanoj (Gitarre)
- DJ Feva (Decks)
- Erotic Volvo ("Das Monster" – Tänzer).

## Biografie
Grandmaster Gareth gründete die Band 1996 mit seinem Freund Sam Minnear in Birmingham. Sie wurden Teil der lokalen Musikszene, die sie bis heute sehr unterstützen. Der Name stammt von einem Kinderbuch von 1968, The Magic Roundabout Annual. Darin geht es um ein Kätzchen namens Misty, das sich mit einem Hund anfreundet.
Die Bandmitglieder sind alle ausgebildete Musiker und wohnen zumeist im Birminghamer Stadtteil Moseley. Als ihr geistiges Zuhause nennen sie den Club Jug of Ale, wo sie regelmäßig auftreten. 2005 tourte die Band ausführlich in Großbritannien, mit Ausflügen nach Kontinentaleuropa. Sie waren Vorband für die The Zutons und The Magic Numbers. Ihr Manager ist Mathew Priest, der früher Schlagzeuger der Band Dodgy war.
Das aktuelle Album, The Black Hole, wurde von Richard March von Bentley Rhythm Ace und Matthew Eaton von Pram produziert.
Gelegentlich tourt Gareth mit einer kleineren Band als Misty’s Little Adventure.

## Show
Grandmaster Gareth ist das "Mastermind" der Band. Er untermalt seinen dramatischen Gesang mit einer theatralischen Gestik und Mimik. Die Band begleitet ihn zumeist sehr intensiv und lebendig. Hin und wieder werden die "richtigen" Instrumenten mit Samples und Spielzeuginstrumente ergänzt. Im Gegensatz zu Gareth (scheinbar) äußerst ernster Performance steht die des Tänzers Erotic Volvo. Er trägt einen losen roten Sack, auf dem eine Vielzahl ausgestopfter hellblauer Handschuhe angebracht sind – manche interpretieren ihn als Riesendildo, andere als Monster. Er springt wie aufgedreht durch Band und Publikum und treibt beide an.

## Musikalische Einflüsse
Gareth nennt als frühe Einflüsse die Birminghamer Bands Pram, Broadcast, Dog Food and Novak. Die siebenköpfige Band Novak hatte eine ähnliche "anything goes"-Einstellung in Kombination mit solidem musikalischen Handwerk wie Misty’s.
Andere Einflüsse sind Raymond Scott, Julian Cope, The Beatles, The Specials, Joe Meek und Can.

## Soloaktivitäten
2003 nahm Gareth das Soloalbum "Grandmaster Gareth Presents... An Introduction to Minute Melodies" auf, in Kombination mit einer John-Peel-Session namens "Grandmaster Gareth’s Monster Melody". Ein zweites Album mit Melodien und Songs, die etwa eine Minute gehen erschien unter dem Titel "The Party Sounds of Grandmaster Gareth".
Grandmaster Gareth produziert 2004 ein Album für den Antifolk-Musiker Jeffrey Lewis, das jedoch bisher noch nicht erschienen ist.

## Diskografie

### Alben
- Allsorts, 2003, Eigenveröffentlichung
- Misty’s Big Adventure and Their Place in the Solar Hi-fi System, 2004, SL Records / Germany: Noisedeluxe Records 2006
- The Black Hole, 2005, SL Records/T.A.R.G.O. Records / Germany: Noisedeluxe Records

### Singles
- I Am Cool With a Capital C, 2004, Awkward Records
- Night Time Better Than the Daytime/I Killed the Neighbours, 2004, Awkward Records
- Hey Man, 2005, SL Records
- The Story of Love, 2005, SL Records
- Where Do Jam Jars Go at Xmas Time, 2005, SL Records